# Aplomya latimana
Aplomya latimana là một loài ruồi trong họ Tachinidae.